# Mola de Matamoros
La Mola de Matamoros és una muntanya de 590 metres que es troba al municipi de Roquetes, a la comarca catalana del Baix Ebre.